# 14960 Yule
14960 Yule (1996 KO) là một tiểu hành tinh vành đai chính được phát hiện ngày 21 tháng 5 năm 1996 bởi P. G. Comba ở Prescott.